# Autostrada międzystanowa nr 95
Interstate 95 (I-95) – najważniejsza amerykańska autostrada międzystanowa we wschodniej części kraju o długości 3101 kilometrów (1 927 mil). Początek znajduje się przy węźle drogowym z U.S. Route 1 w Miami na Florydzie, a kończy się w okolicach Houlton w stanie Maine przy granicy z Kanadą. Autostrada biegnie przez takie miasta jak: Nowy Jork, Filadelfia, Baltimore i Waszyngton na północy kraju oraz wzdłuż plaż takich jak Outer Banks oraz Miami Beach na południu kraju. Interstate 95 biegnie również wzdłuż obwodnic miast Boston, Raleigh, Norfolk, Virginia Beach i Charleston.
Jest to jedna z najstarszych autostrad należących do systemu Interstate Highway System – jej budowa ruszyła w 1957 roku. Formalnie autostrada do dziś nie jest ukończona, gdyż brakuje krótkiego odcinka w okolicach Trenton w stanie New Jersey (ma być zbudowany do 2018 roku) – z tego powodu autostrada dzieli się na dwa długie odcinki.
Przechodzi przez stany: Floryda, Georgia, Karolinę Północną, Karolinę Południową, Wirginię, Dystrykt Kolumbii, Maryland, Delaware, Pensylwanię, New Jersey, Nowy Jork, Connecticut, Rhode Island, Massachusetts, New Hampshire i Maine.
Odcinek autostrady w obrębie stanu Maryland o długości 49 mil (79 km) nosi nazwę John F. Kennedy Memorial Highway na cześć prezydenta Johna F. Kennedy’ego.
Na kilku odcinkach autostrada jest płatna.
Interstate 95 jest szóstą najdłuższą autostradą w Stanach Zjednoczonych – dłuższe są: Interstate 10 (3959 km), Interstate 40 (4112 km), Interstate 70 (3465 km), Interstate 80 (4665 km) i Interstate 90 (4987 km). Jest najdłuższą autostradą Stanów Zjednoczonych biegnącą z północy na południe. Autostrada ta biegnie przez największą liczbę stanów ze wszystkich amerykańskich autostrad – biegnie ona przez 15 stanów, podczas gdy Interstate 90 biegnie przez 13 stanów.

## Opis drogi
| Stan                | Długość odcinka (mile) | Długość odcinka (km) |
| ------------------- | ---------------------- | -------------------- |
| Floryda             | 382,17                 | 615,04               |
| Georgia             | 112,03                 | 180,29               |
| Karolina Południowa | 198,76                 | 319,87               |
| Karolina Północna   | 181,71                 | 292,43               |
| Wirginia            | 178,73                 | 287,64               |
| Dystrykt Kolumbii   | 0,07                   | 0,12                 |
| Maryland            | 109,05                 | 175,50               |
| Delaware            | 23,43                  | 37,71                |
| Pensylwania         | 51,08                  | 82,21                |
| New Jersey          | 97,76                  | 157,33               |
| Nowy Jork           | 23,50                  | 37,82                |
| Connecticut         | 111,57                 | 179,55               |
| Rhode Island        | 43,3                   | 69,7                 |
| Massachusetts       | 91,95                  | 147,98               |
| New Hampshire       | 16,20                  | 26,08                |
| Maine               | 303,2                  | 488,0                |
| Razem               | 1924,51                | 3097,26              |

### Floryda

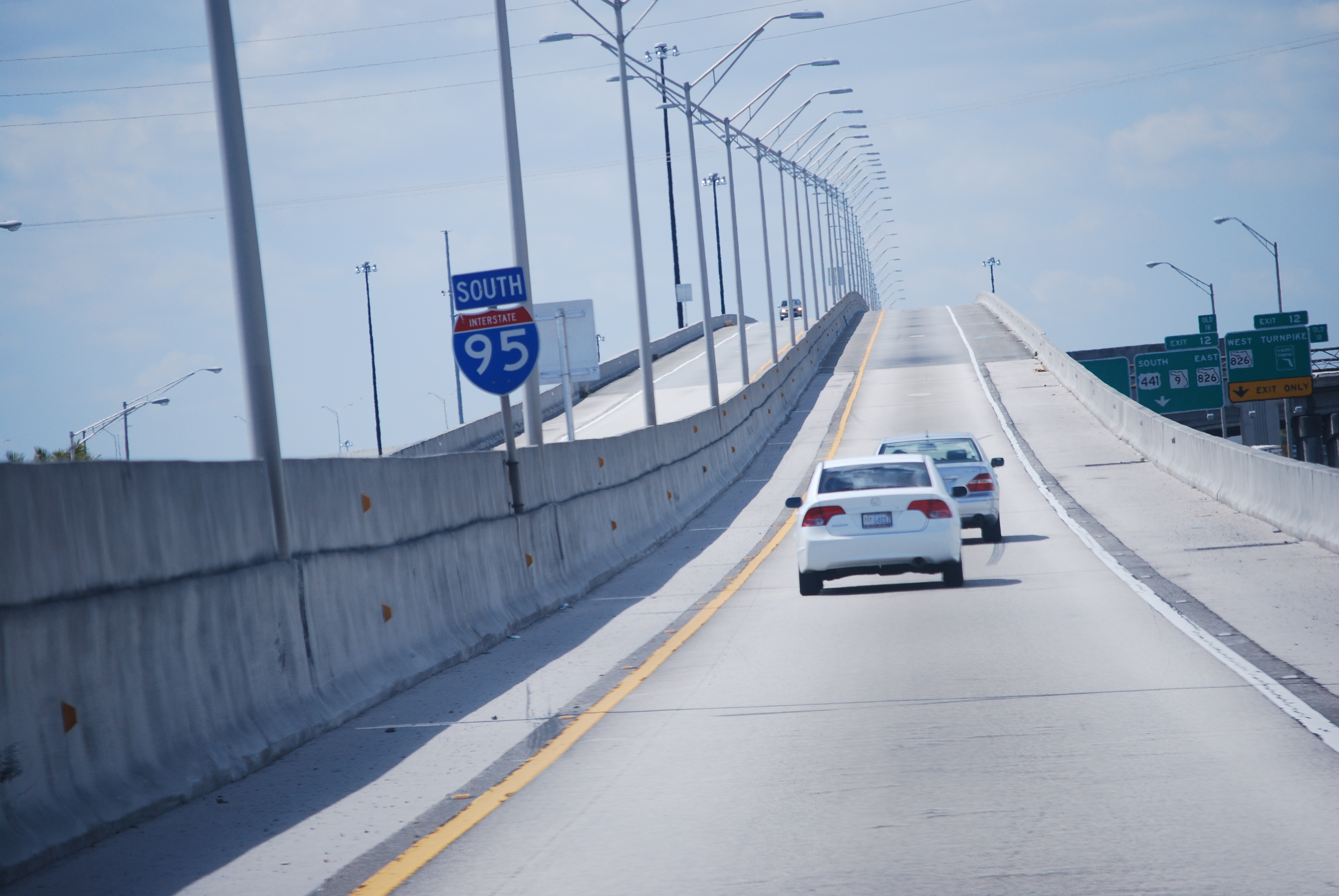
Interstate 95 w pobliżu Miami

Interstate 95 rozpoczyna się przy węźle drogowym z U.S. Route 1, na południe od centrum Miami i biegnie w kierunku północnym do granicy ze stanem Georgia. W 2010 roku na odcinku Interstate 95 biegnący przez teren stanu Floryda doszło do największej liczby wypadków śmiertelnych ze wszystkich amerykańskich autostrad. I-95 przed dotarciem do Jacksonville biegnie w pobliżu takich miejsc jak: Space Coast, Daytona Beach, Port Orange i Saint Augustine.

### Georgia

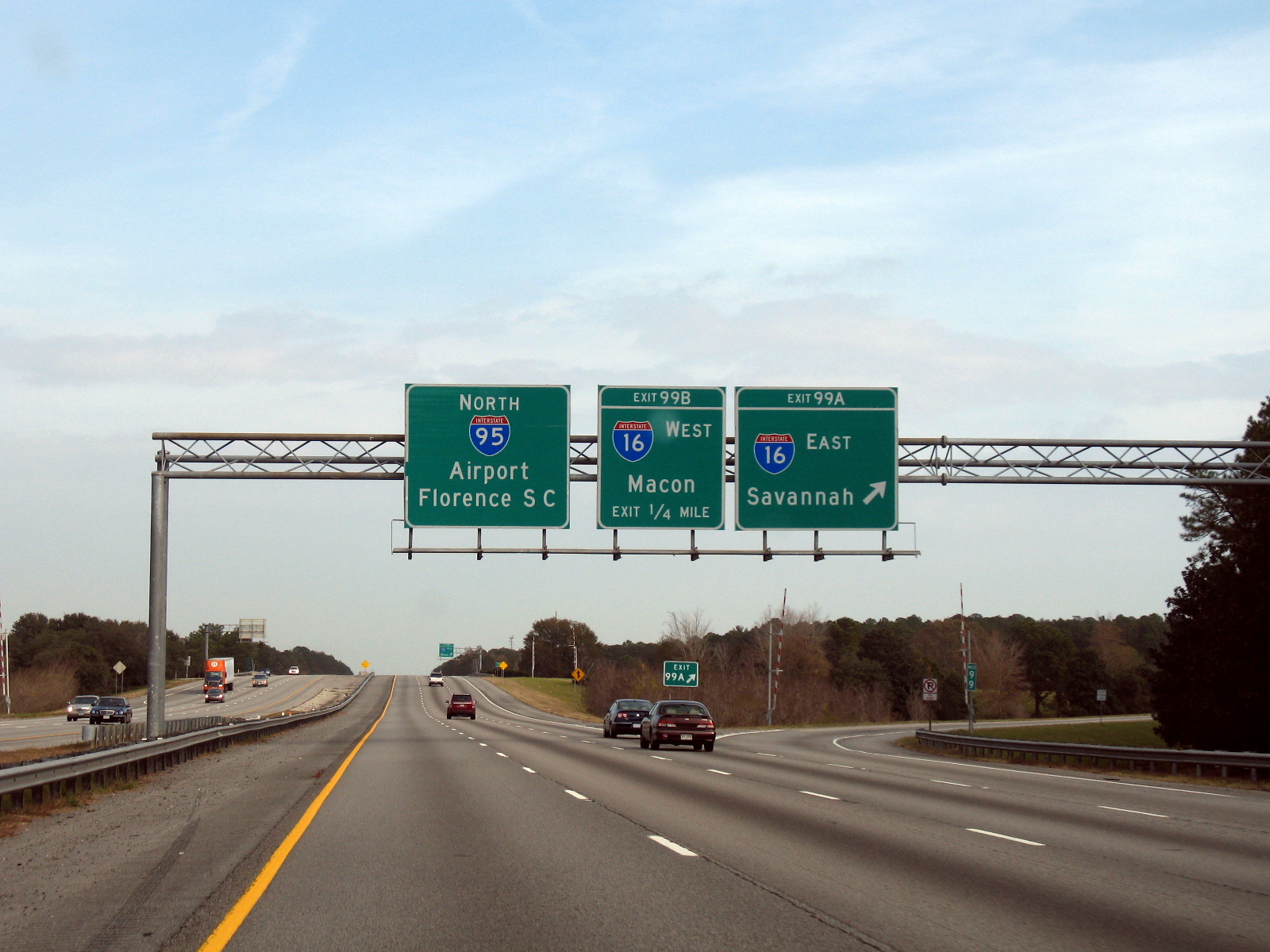
Interstate 95 przy węźle autostradowym z Interstate 16 w pobliżu Savannah (Georgia)

Większa część odcinka Interstate 95 w stanie Georgia nosi nazwę Tom P. Coleman Highway na cześć senatora Toma Colemana i biegnie w pobliżu wybrzeża oraz przez tereny bagienne, jednocześnie omijając miasta Brunswick i Savannah. W pobliżu miasta Savannah I-95 krzyżuje się z Interstate 16, po czym wjeżdża na teren stanu Karolina Południowa. Około 2000 roku zmieniono system numerowania zjazdów położonych wzdłuż I-95 w stanie Georgia z systemu sekwencyjnego na milowy.

### Karolina Południowa i Północna

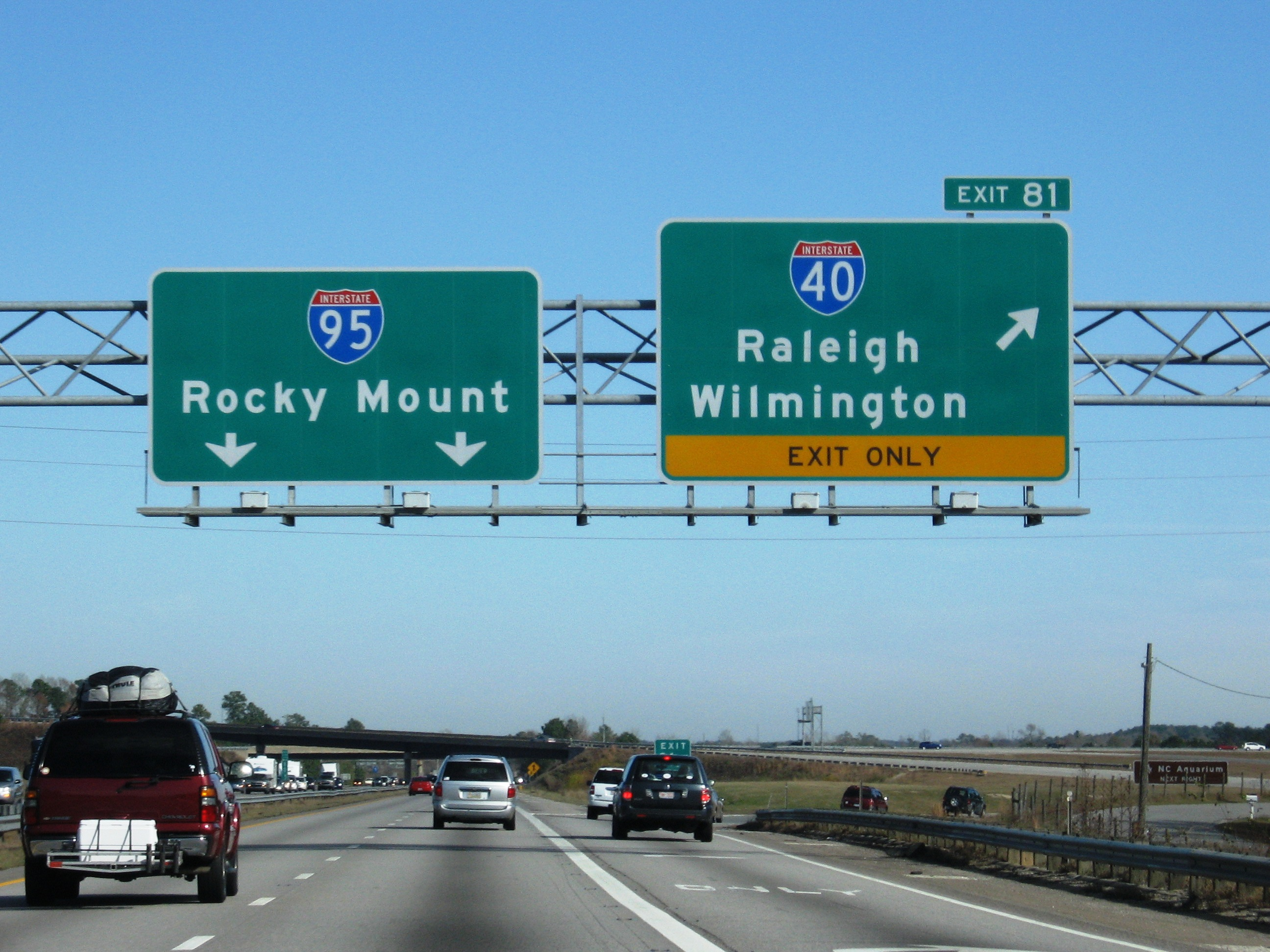
Interstate 95 w kierunku północnym, przy węźle autostradowym z Interstate 40 w pobliżu Benson

Interstate 95 na terenie stanów Karolina Południowa i Karolina Północna biegnie częściowo wzdłuż wybrzeża, w pobliżu takich znanych miejsc jak: Outer Banks, Myrtle Beach i Hilton Head Island. Najważniejsze miasta położone wzdłuż tego odcinka to Charleston i Raleigh. W pobliżu miast Florence i Benson I-95 krzyżuje się z innymi ważnymi autostradami. Przed dotarciem do Karoliny Północnej I-95 mija przydrożną atrakcję South of the Border.
W Karolinie Północnej Interstate 95 biegnie wzdłuż granicy między płaskowyżem Piedmont a Niziną Atlantycką. Przed dostaniem się do stanu Wirginia, I-95 biegnie w pobliżu miasta Weldon.

### Stany Środkowoatlantyckie

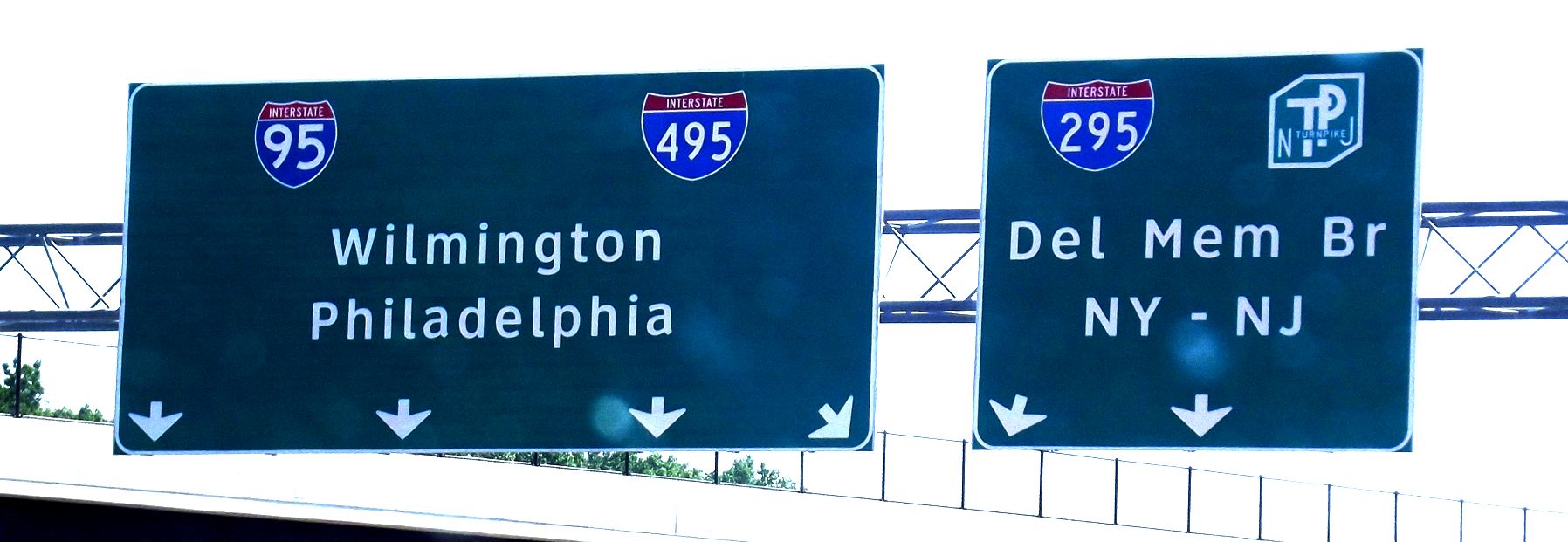
Znaki drogowe znajdujące się na Interstate 95 przy granicy stanów Delaware/New Jersey

Interstate 95 na terenie Stanów Środkowoatlantyckich biegnie przez wiele gęsto zaludnionych obszarów.
Pierwszym stanem, przez który biegnie Interstate 95 na terenie Stanów Środkowoatlantyckich jest Wirginia. W Richmond I-95 biegnie równolegle z autostradą Interstate 64 przed wyruszeniem w kierunku Wirginii Północnej. W obszarze metropolitarnym Waszyngtonu I-95 biegnie równolegle z autostradą Capital Beltway, z którą biegnie przez południową część Dystryktu Kolumbii za pomocą mostu Woodrow Wilson Bridge. Po opuszczeniu Dystryktu Kolumbii I-95 wkracza na teren stanu Maryland, gdzie autostrada oddziela się od Capital Beltway i biegnie w kierunku Baltimore. Na odcinku Baltimore-Nowy Jork autostrada jest w większości płatna. W pobliżu miasta Wilmington w stanie Delaware I-95 przecina się z autostradą New Jersey Turnpike, za pomocą której kierowcy mogą ominąć Filadelfię.

### Nowy Jork

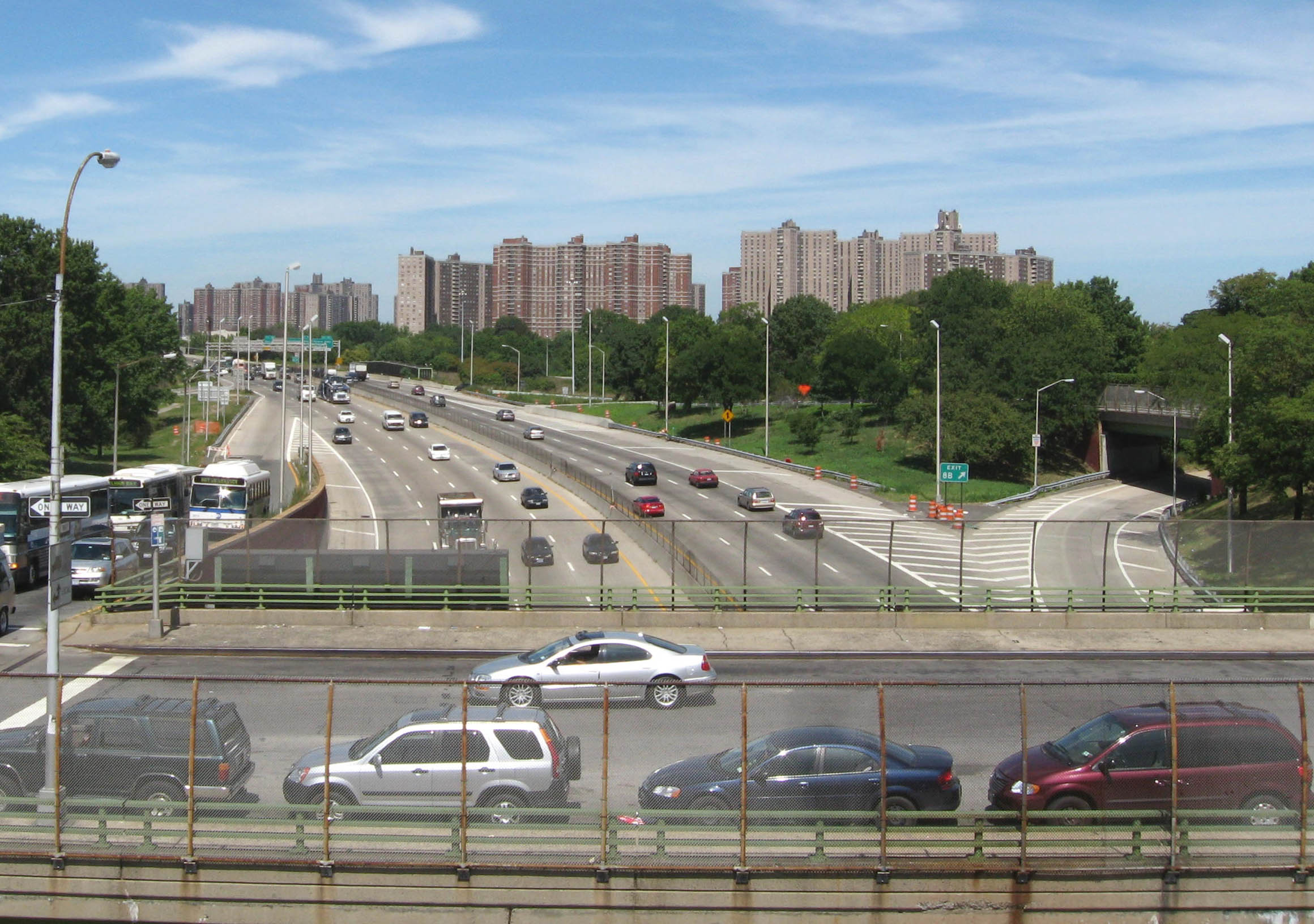
Interstate 95 w Nowym Jorku

Interstate 95 na terenie stanu Nowy Jork posiada cztery różne nazwy, z których każda jest przydzielona do danego odcinka autostrady – są to: Trans-Manhattan Expressway, Cross Bronx Expressway, Bruckner Expressway i New England Thruway. Po opuszczeniu stanu New Jersey, I-95 biegnie równolegle z U.S. Route 1, która oddziela się od autostrady na zjeździe nr 2B (ang. exit 2B) w Nowym Jorku. Odcinek I-95 na terenie stanu Nowy Jork ma długość 37 km. Po opuszczeniu Nowego Jorku, I-95 przyjmuje nazwę New England Thruway, którą zmienia na Connecticut Turnpike przy granicy ze stanem Connecticut.

### Nowa Anglia

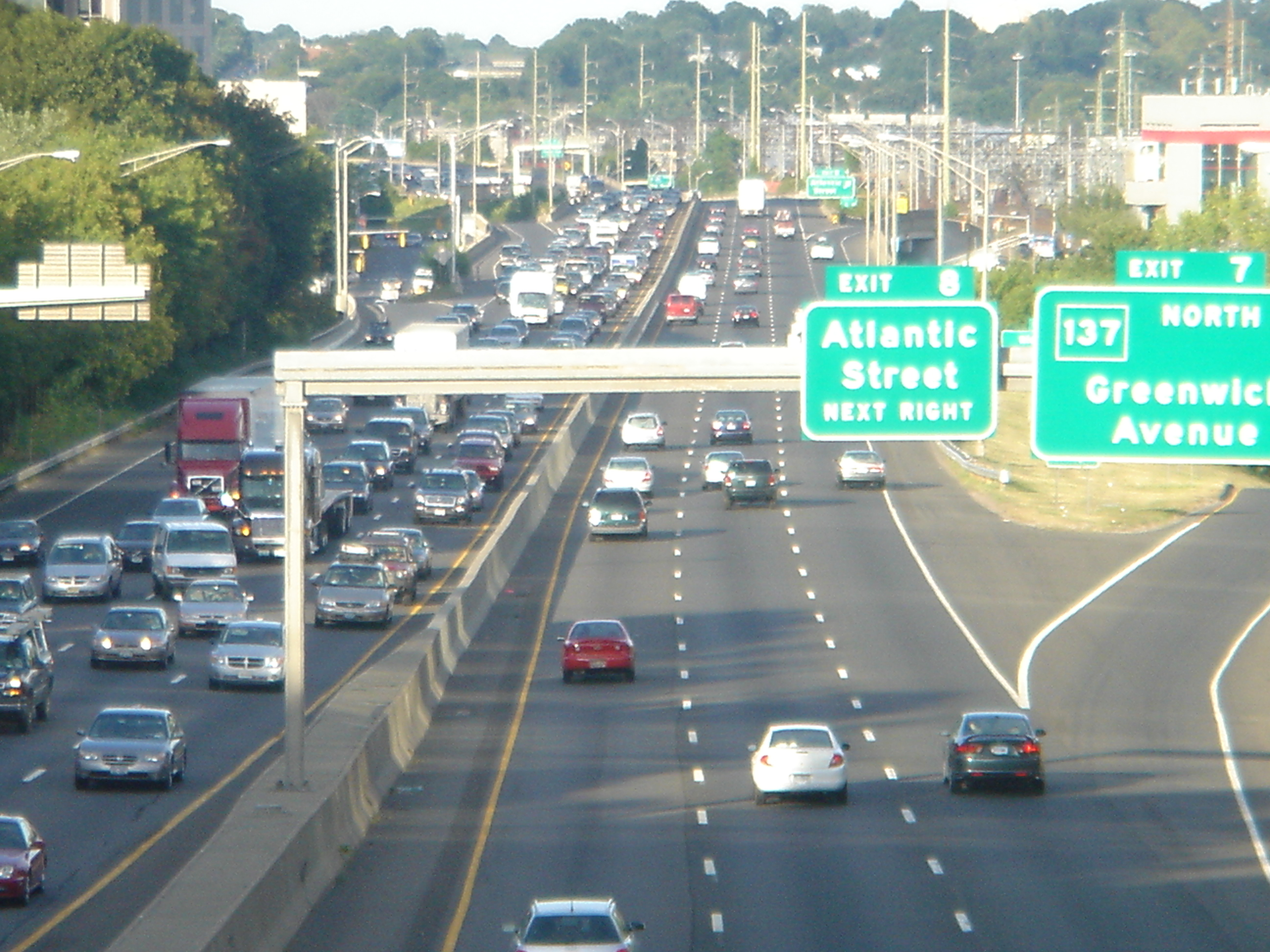
Interstate 95 w Stamford

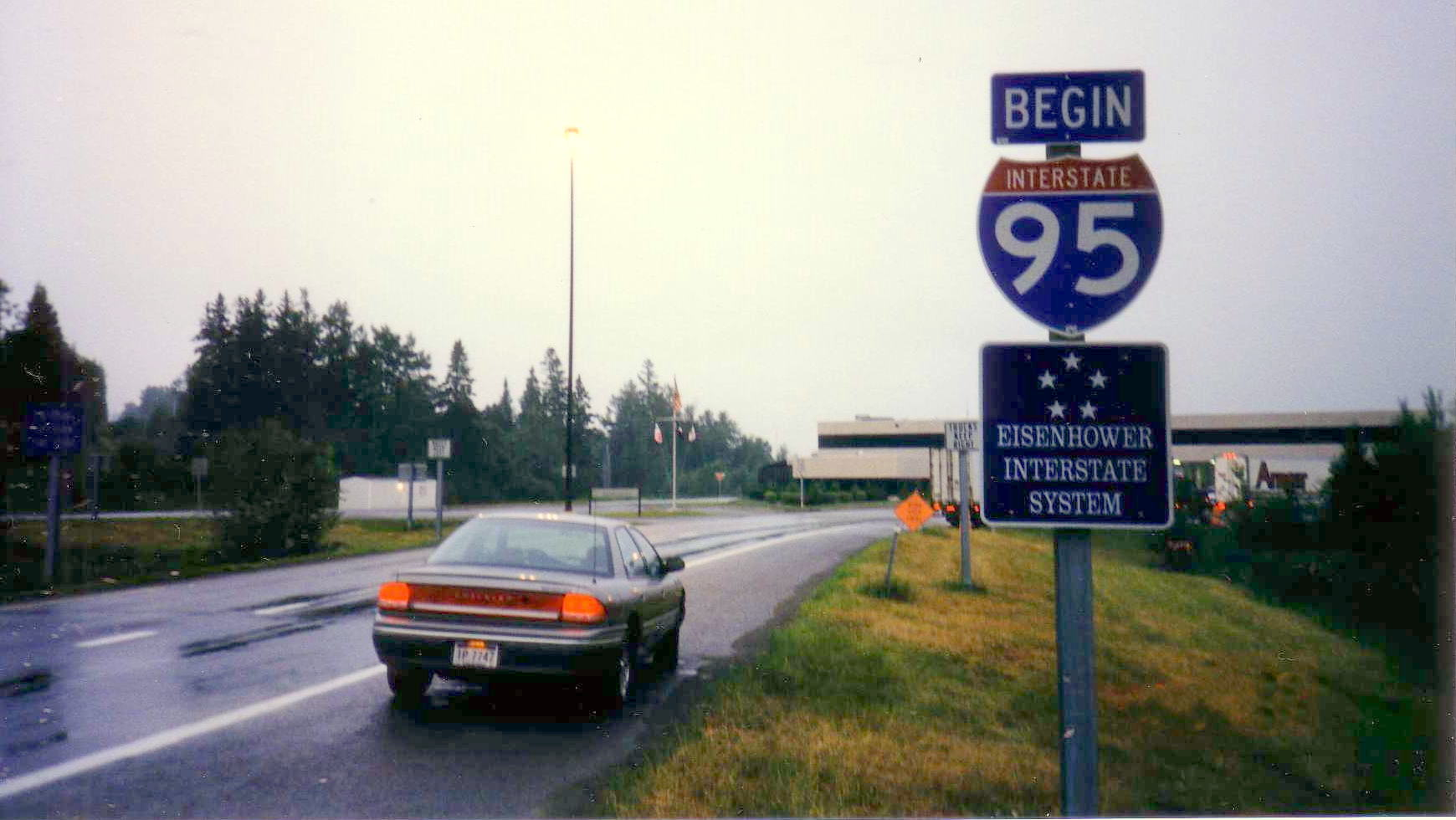
Interstate 95 przy przejściu granicznym na granicy z Kanadą

Interstate 95 po dotarciu do stanu Connecticut kieruje się na wschód i biegnie w pobliżu wybrzeża na południu stanu. W stanie Rhode Island autostrada kieruje się na północ i biegnie do stolicy stanu, Providence. W stanie Massachusetts autostrada biegnie na północny wschód, do miasta Boston, które okrąża równolegle z drogą stanową Massachusetts Route 128. Po opuszczeniu stanu Massachusetts, Interstate 95 wjeżdża na teren stanu New Hampshire, a następnie Maine, gdzie przyjmuje nazwę Maine Turnpike. Interstate 95 kończy się na przy przejściu granicznym z Kanadą, gdzie rozpoczyna się autostrada New Brunswick Route 95.

## Historia

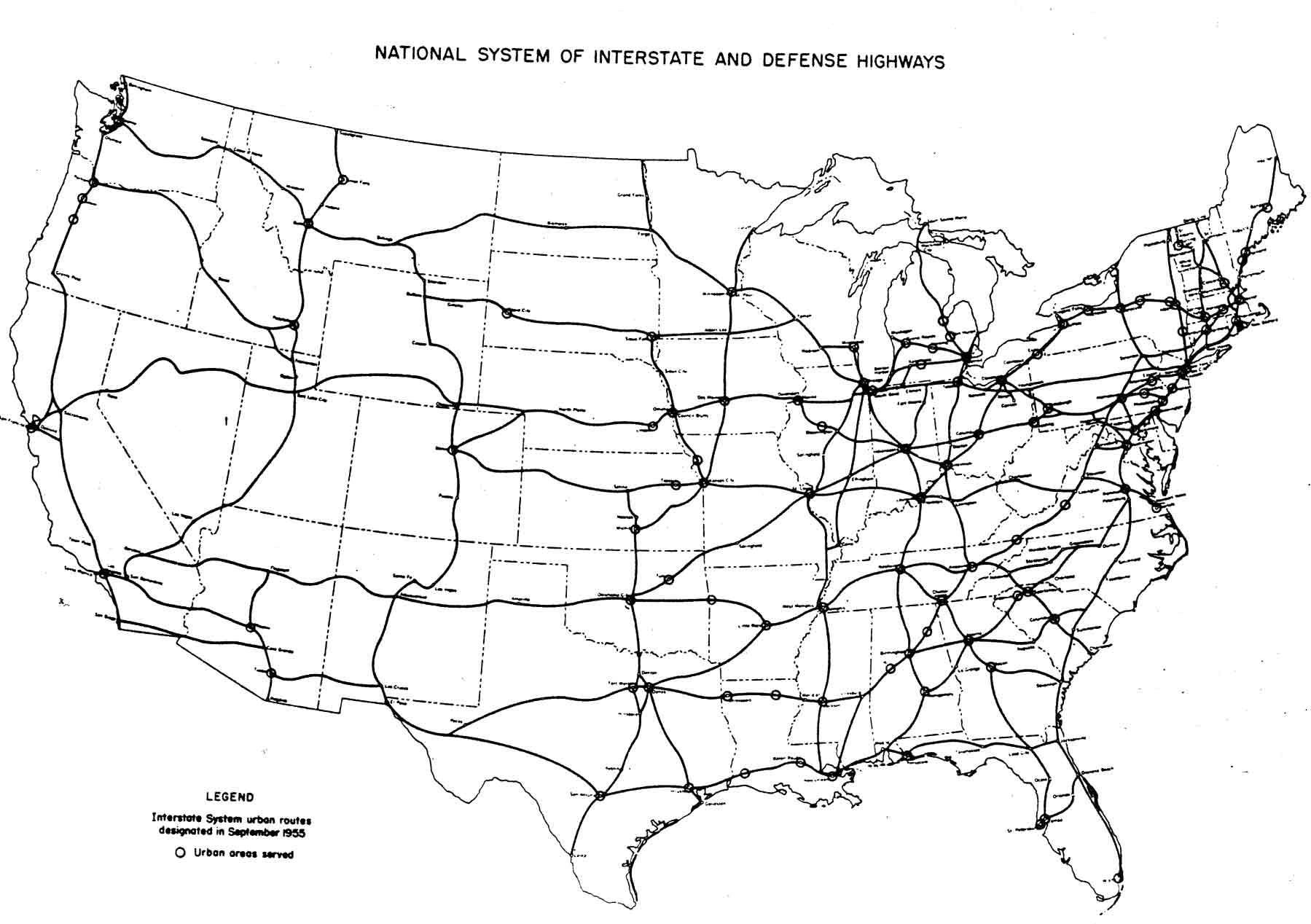
Interstate Highway System w 1956 roku

Duża część Interstate 95 składa się z odcinków, które są lub były płatne. Wszystkie obecne płatne odcinki autostrady są kompatybilne z elektronicznym systemem płatności E-ZPass.
Od 1992 roku nie trzeba płacić za przejazd odcinkami Florida's Turnpike na terenie Florydy oraz Richmond–Petersburg Turnpike w stanie Wirginia. Wcześniej zniesiono również opłaty z odcinków John F. Kennedy Memorial Highway (Maryland), Delaware Turnpike (Delaware), New Jersey Turnpike (New Jersey), New England Thruway (Nowy Jork), Connecticut Turnpike (Connecticut), New Hampshire Turnpike (New Hampshire) i Maine Turnpike (Maine).
Budowa brakującego odcinka na terenie Florydy zakończyła się w 1987 roku. Obecnie w budowie znajduje się ostatni odcinek Interstate 95 w stanie New Jersey.
Wiele ważnych mostów i tuneli znajdujących się na trasie Interstate 95 jest płatnych. Starszy odpowiednik mostu Fuller Warren Bridge, przebiegający nad rzeką Św. Jana był płatny do 1988 roku, a w 2002 roku został zastąpiony przez nowy most. Tunel Fort McHenry Tunnel znajdujący się pod miastem Baltimore został otwarty w 1985 roku. Most George Washington Bridge, zbudowany w 1931 roku, biegnie nad rzeką Hudson, między stanem New Jersey i Nowym Jorkiem – przebiegają przez niego I-95, U.S. Route 1, U.S. Route 9 i U.S. Route 46.
Na odcinku między miastem Richmond (Wirginia) a stanem New Jersey jest wykonywanych kilka dużych projektów mających na celu ułatwienie jazdy tą autostradą. Niedaleko Waszyngtonu, na terenie Północnej Wirginii, w lipcu 2007 roku został zmodernizowany węzeł autostradowy Springfield Interchange, na którym stykają się autostrady Interstate 95, Interstate 395 i Interstate 495. Springfield Interchange jest jednym z najruchliwszych węzłów autostradowych wschodniego wybrzeża Stanów Zjednoczonych – dziennie przejeżdża przez niego 400000 – 500000 pojazdów. Kilka mil na wschód, 13 grudnia 2008 roku wykonany został inny projekt polegający na wybudowaniu nowego odpowiednika mostu Woodrow Wilson Bridge, za pomocą którego autostrady Interstate 95 i Interstate 495 pokonują rzekę Potomak. Starszy odpowiednik posiadał po trzy pasy ruchu w każdym kierunku. Nowy odpowiednik składa się z dwóch mostów, które w sumie posiadają 12 pasów ruchu – po pięć pasów ruchu w każdym kierunku oraz po jednym pasie ruchu do wykorzystania w przyszłości. Około 30 mil na północ od Woodrow Wilson Bridge (i ok. 20 mil na południe od Baltimore), w pobliżu miasta Laurel (Maryland) jest budowany nowy węzeł autostradowy, który ma łączyć Interstate 95 z Maryland Route 200.
W stanie Pensylwania jest projektowany nowy węzeł autostradowy, na którym będą przecinały się autostrady Interstate 95, Interstate 276 i Interstate 195.
W 2006 roku Zgromadzenie Generalne stanu Wirginia uchwaliła rezolucję dotyczącą budowy płatnej autostrady między miastami Dover (Delaware) i Charleston, która byłaby alternatywą do Interstate 95 pozwalającą na ominięcie obszaru metropolitarnego Waszyngtonu.
W planach jest zmodernizowanie odcinka Interstate 95 biegnącego przez stan Connecticut – zostanie poszerzony 19-kilometrowy odcinek biegnący przez miasto New Haven oraz wybudowany nowy odpowiednik mostu Pearl Harbor Memorial Bridge, a następnie odcinek biegnący do granicy ze stanem Rhode Island.
W planach jest również wydłużenie korytarza transportowego Interstate 95 o odcinek z miasta Petersburg (Wirginia) do stanu Floryda o długości 1696 km, które mają zmniejszyć liczbę korków oraz poprawić bezpieczeństwo.
W stanach Georgia i Floryda wciąż są realizowane projekty mające na celu zwiększenie liczby pasów ruchu na autostradzie. Większa część autostrady w stanie Georgia oraz na południe od Jacksonville została rozbudowana do trzech pasów ruchu. Odcinek autostrady z Jacksonville do węzła autostradowego z Interstate 4 w pobliżu Daytona Beach został zmodernizowany w 2005 roku. W 2009 roku zmodernizowano odcinki autostrady w hrabstwach Brevard oraz Palm Beach.
W 2009 roku ustawodawcy reprezentujący hrabstwo Aroostook w stanie Maine zaproponowali wydłużenie autostrady Interstate 95 do położonej najdalej na północ w stanie Maine gminy Fort Kent, która biegłaby przez miasta Caribou i Presque Isle. Ustawodawcy argumentowali swoją decyzję tym, że wydłużenie autostrady pomogłoby w promocji ekonomii tego regionu.

## Główne skrzyżowania
| Przypis             | Znacznik drogi | Nazwa drogi            | Położenie             |
| ------------------- | -------------- | ---------------------- | --------------------- |
| Początek autostrady |                | U.S. Route 1           | Miami                 |
|                     |                | Interstate 4           | Daytona Beach         |
|                     |                | Interstate 10          | Jacksonville          |
|                     |                | Interstate 16          | Savannah              |
|                     |                | Interstate 26          | w pobliżu Harleyville |
|                     |                | Interstate 20          | Florence              |
|                     |                | Interstate 74          | w pobliżu Lumberton   |
|                     |                | Interstate 40          | Benson                |
|                     |                | Interstate 85          | Petersburg            |
|                     |                | Interstate 64          | Richmond              |
|                     |                | Interstate 76          | Filadelfia            |
|                     |                | Interstate 78          | Newark                |
|                     |                | Interstate 80          | Teaneck               |
|                     |                | Interstate 87          | Bronx                 |
|                     |                | Interstate 91          | New Haven             |
|                     |                | Interstate 93          | Canton                |
|                     |                | Interstate 90          | Weston                |
|                     |                | Interstate 93          | Woburn                |
|                     |                | Interstate 93          | Canton                |
| Koniec autostrady   |                | New Brunswick Route 95 | Houlton               |

## Alternatywne drogi
Równolegle do Interstate 95 biegną odcinki takich dróg międzystanowych jak: U.S. Route 1, U.S. Route 2, U.S. Route 15, U.S. Route 17, U.S. Route 40, U.S. Route 130 i U.S. Route 301. Interstate 95 i U.S. Route 1 oddalają się od siebie w północnej części kraju. Na północ od Jacksonville, U.S. Route 1 również oddala się od Interstate 95, a najbardziej równolegle biegnącą magistralą staje się U.S. Route 17 – I-95 i US 17 biegną blisko siebie przez stan Georgia oraz południową część Karoliny Południowej. W Walterboro, w Karolinie Południowej, U.S. Route 17 kieruje się na wschód do miasta Charleston, natomiast U.S. Route 15 rozpoczyna swój równoległy bieg do I-95. W Summerton, U.S. Route 15 oddala się od I-95 i kieruje się na północ, a równoległy bieg do autostrady rozpoczyna U.S. Route 301, która oddala się od I-95 w mieście Petersburg. W Petersburg równoległy bieg do I-95 ponownie rozpoczyna U.S. Route 1, która lekko oddala się od autostrady w mieście Baltimore. W Baltimore równoległy bieg do autostrady rozpoczyna U.S. Route 40, która oddala się w mieście Wilmington i kieruje się na wschód, do miasta Atlantic City. W Wilmington równoległy bieg do I-95 rozpoczyna U.S. Route 13. W Pawcatuck w stanie Connecticut I-95 oddala się od wszystkich pobliskich dróg międzystanowych. W stanie Rhode Island I-95 biegnie równolegle do Rhode Island Route 3. W Providence U.S. Route 1 ponownie rozpoczyna równoległy bieg do I-95, które biegną blisko siebie do Bostonu. W Bostonie I-95 oddala się od U.S. Route 1 biegnie obwodnicą wytyczoną wokół miasta. Na północ od miasta magistrale ponownie spotykają się i biegną do miasta Portland. W Portland I-95 kieruje się na północ i biegnie w sąsiedztwie drogi stanowej Maine State Route 100 do gminy Newport. W Newport I-95 spotyka się z U.S. Route 2 i biegnie w sąsiedztwie I-95 aż do gminy Houlton. Trzy mile na zachód od granicy z Kanadą I-95 po raz ostatni przecina się z U.S. Route 1, która biegnie na północ, do gminy Fort Kent.